# Escola de Mecànica de l'Armada
L'Escola de Mecànica de l'Armada (en castellà: Escuela Mecánica de la Armada) (ESMA) és un edifici de la Ciutat Autònoma de Buenos Aires. Des del 2004 acull un espai per a la memòria, la promoció i la defensa dels drets humans. Aquest espai està format per diverses institucions com l'Arxiu Nacional de la Memòria, el Centre Cultural de la Memòria Haroldo Conti, l'Escola d'art "Els nostres fills", el Museu de les Illes Malvines, el Canal de televisió "Trobada" i l'Espai memòria i drets humans Ex Esma.

## Història
Fou propietat de l'Armada Argentina des que li va cedir el govern municipal el 1924.
Del 1976 al 1983 va ser un dels centres clandestins de detenció, tortura i extermini més grans i actius de la dictadura autoanomenada Procés de Reorganització Nacional. Hi van passar més de 5.000 detinguts mentre seguia essent residència d'oficials superiors de l'armada.
En 2004 l'edifici fou recuperat per l'estat argentí.
Durant la commemoració dels seixanta anys de la Declaració Universal dels Drets Humans (2008), va ser aprovat pels Estats membres en la UNESCO que allà funcioni el Centre Internacional per a la Promoció dels Drets Humans. En 2016 el centre va ser assenyalat i protegit amb l'escut blau de les Nacions Unides.